# ورزشگاه شهر شمکور
ورزشگاه شهر شمکور (به ترکی آذربایجانی: Şəmkir şəhər stadionu) یک ورزشگاه چند منظوره در شهر شمکور در جمهوری آذربایجان است. این ورزشگاه در حال حاضر بیشتر برای مسابقات فوتبال استفاده می‌شود و ورزشگاه خانگی باشگاه فوتبال شمکور است. این ورزشگاه در سال ۲۰۰۲ بازسازی شد و هم‌اکنون ۱۵۰۰۰ تماشاگر جمعیت دارد.